# Veľká Čierna
Veľká Čierna (bis 1927 slowakisch „Veľká Černá“; ungarisch Nagycserna) ist eine Gemeinde im Norden der Slowakei mit 370 Einwohnern (Stand 31. Dezember 2024) im Okres Žilina, einem Kreis des Žilinský kraj.

## Geografie
Die Gemeinde befindet sich im Nordteil des sogenannten Talkessels von Domaniža (slowakisch Domanižianska kotlina), von drei Seiten vom Gebirge Súľovské vrchy umgeben. Durch die Ortsmitte fließt der Bach Čierňanka. Das Ortszentrum liegt auf einer Höhe von 480 m n.m. und ist 20 Kilometer von Považská Bystrica sowie 25 Kilometer von Žilina entfernt.
Nachbargemeinden sind Malá Čierna im Norden, Rajec im Osten, Malé Lednice im Süden, Prečín im Westen und Bodiná im Nordwesten.

## Geschichte
Bei Veľká Čierna lag gegen Zeitenwende eine Siedlung der Puchauer Kultur.
Der heutige Ort wurde zum ersten Mal 1361 als Nagh Cherna schriftlich erwähnt und gehörte zum Gut der örtlichen Familie Csernyánszky. 1598 gab es 24 Häuser in Veľká Čierna. 1720 wohnten 10 Steuerpflichtige im Ort, 1784 hatte die Ortschaft 43 Häuser, 43 Familien und 252 Einwohner. 1828 zählte man 14 Häuser und 249 Einwohner, die als Landwirte und Waldarbeiter beschäftigt waren.
Bis 1918 gehörte der im Komitat Trentschin liegende Ort zum Königreich Ungarn und gehörte danach zur Tschechoslowakei beziehungsweise heute zur Slowakei.

## Bevölkerung
| Jahr                | 1994 | 2004    | 2014    | 2024    |
| ------------------- | ---- | ------- | ------- | ------- |
| Anzahl der Personen | 360  | 357     | 348     | 370     |
| Unterschied         |      | −0,83 % | −2,52 % | +6,32 % |

| Jahr                | 2023 | 2024    |
| ------------------- | ---- | ------- |
| Anzahl der Personen | 373  | 370     |
| Unterschied         |      | −0,80 % |

Gemäß der Volkszählung 2011 wohnten in Veľká Čierna 357 Einwohner, davon 349 Slowaken, vier Tschechen, zwei Polen und ein Mährer. Ein Einwohner machte keine Angabe zur Ethnie.
343 Einwohner bekannten sich zur römisch-katholischen Kirche und zwei Einwohner zur Evangelischen Kirche A. B. Drei Einwohner waren konfessionslos und bei neun Einwohnern ist die Konfession nicht ermittelt.

## Bauwerke und Denkmäler
- Kyrill-und-Method-Kapelle aus dem Jahr 1974

## Verkehr
Veľká Čierna liegt direkt an der Straße 2. Ordnung 517 (Považská Bystrica–Rajec).